# خير الدين بوالصوف
خير الدين بوالصوف (مواليد 7 ديسمبر 1987) لاعب كرة قدم جزائري يلعب كحارس مرمى.
لعب سابقاً في شباب عين الفكرون وشبيبة الساورة وأولمبي المدية ونصر حسين داي ونادي مولودية الجزائر ونادي الطائي.

## روابط خارجية
- خير الدين بوالصوف